# Agyllia
Agyllia is een geslacht van vlinders uit de familie van de dikkopjes (Hesperiidae). De wetenschappelijke naam en de beschrijving van dit geslacht werden voor het eerst in 2020 gepubliceerd door Nick Grishin.
De soorten van dit geslacht komen voor in tropisch Afrika. De rupsen van deze soorten eten van de bladeren van planten van de kaasjeskruidfamilie (Malvaceae).

## Soorten
- Agyllia asterodia (Trimen, 1864)
- Agyllia agylla (Trimen, 1889)
- Agyllia kituina (Karsch, 1896)